# Daniel Premec
Daniel Premec (Sarajevo, 1976.) bosanskohercegovački je umjetnik. Završio je Školu za primijenjenu umjetnost u Sarajevu 1994. godine. Diplomirao je na Akademiji likovnih umjetnosti u Sarajevu Odsjek kiparstvo u klasi profesora Mustafe Skopljaka. Radi kao asistent na Akademiji likovnih umjetnosti u Sarajevu.
Izlagao je svoje radove na brojnim samostalnim i skupnim izložbama, na domaćoj i stranoj sceni suvremene umjetnosti. U svom umjetničkom radu koristi različite medije, od skulpture na postrojenja i objekata, performans i video.
Član je Udruženja likovnih umjetnika Bosne i Hercegovine.
Živi i radi u Sarajevu.

## Vanjske poveznice
- Službena web-stranica